# 苦干剧团
苦干剧团，孤岛时期活跃于上海的重要戏剧团体。1942年，黄佐临以“齐心合力，埋头苦干”为信约，与黄宗江、石挥等人创办了“苦干剧团”。主要成员有姚克、吴仞之、柯灵、孙浩然、石挥、黄宗江、丹尼和中共地下党员李德伦、白文等。
1946年9月11日，中央电影制片厂的“中电剧团”负责人张骏祥与“苦干”协商，将该两剧团组合成“观众戏剧演出公司”。他们租借辣斐大戏院作为演出基地，由张骏样、黄佐临、李健吾、柯灵、凤子、孙浩然、杨村彬等组成理事会，具体工作由刘厚生、耿震、程树滋、张家浩等负责。

## 演出活动
初在卡尔登大戏院(今长江剧场)。
1943年10月-1945年1月，在巴黎大戏院(即淮海电影院)演出。其间，1944年1月25日，苦干剧团义演大型喜剧《双喜临门》，姚克编剧，胡馨庵导演，演员有上官云珠、白穆等。
1945年2月13日，苦干剧团在辣斐大戏院（今长城电影院）演出了第一出戏——历史剧《美人计》，由黄佐临导演，演员有石挥、张伐、沈敏、白文等。

## 剧目
- 1944年
  - 《蜕变》
  - 〈双喜临门〉编剧：姚克 导演：胡馨庵
  - 〈牛郎织女〉导演：费穆、黄佐临 顾问：梅兰芳
- 1945年
  - 〈美人计〉导演：黄佐临

- 《夜店》导演佐临
- 《金小玉》导演佐临
- 《埋头苦干》导演陈叙一
- 《秋海堂》导演佐临
- 《梁上君子》导演佐临
- 《正在想》导演佐临
- 《山城故事》